# Stelis manni
Stelis manni är en biart som beskrevs av Crawford 1917. Stelis manni ingår i släktet pansarbin, och familjen buksamlarbin. Inga underarter finns listade i Catalogue of Life.